# 安居镇 (随县)
安居镇，是中华人民共和国湖北省随州市随县下辖的一个乡镇级行政单位。

## 行政区划
安居镇下辖以下地区：
安居社区、夏家畈村、徐家咀村、肖家店村、邓家庙村、皂角树村、车岗村、黄家寨村、聂家寨村、张家河村、宝峰观村、范家岗村、刘家台村、烟袋坡村、和睦畈村、刘家畈村、张畈村、漂河村、姜家棚村、安南山村、陈家湾村、张家井湾村、王家沙湾村和王家楼村。